# Trofeo Ciudad de Santa Cruz
El Trofeo Ciudad de Santa Cruz, cuyo nombre comercial desde 2013 es Trofeo Ciudad Santa Cruz-Copa Emmasa por motivos de patrocinio, es una competición veraniega de fútbol que organiza el CD Tenerife en el estadio Heliodoro Rodríguez López de la ciudad de Santa Cruz de Tenerife, España. Actualmente se utiliza como presentación del club tinerfeño.
La copa que se le entregaba al ganador hasta 2013 era una réplica de la Farola del Mar.

## Finales
| Nombre del torneo                       | Edición | Año  | Campeón                   | Subcampeón                | Resultado  |
| --------------------------------------- | ------- | ---- | ------------------------- | ------------------------- | ---------- |
| Trofeo Santa Cruz de Tenerife           | I       | 1971 | CD Tenerife               | Beerschot VAC             | Triangular |
| Trofeo 50 Aniversario del CD Tenerife   | II      | 1972 | Budapest Honvéd           | CD Tenerife               | Triangular |
| Trofeo Isla de Tenerife                 | III     | 1975 | Budapest Honvéd           | CA Peñarol                | Triangular |
| Trofeo Isla de Tenerife                 | IV      | 1976 | UD Salamanca              | CD Tenerife               | Triangular |
| Trofeo San Telmo                        | V       | 1977 | Hércules C. F.            | CD Tenerife               | 3-0        |
| Trofeo Ciudad de Santa Cruz de Tenerife | VI      | 1979 | Rayo Vallecano            | CD Tenerife               | 1-0        |
| Trofeo Ciudad de Santa Cruz de Tenerife | VII     | 1980 | Selección de Honduras     | Real Unión Tenerife       | 4-0        |
| Trofeo Ciudad de Santa Cruz de Tenerife | VIII    | 1981 | Real Unión Tenerife       | CD Tenerife "Aficionados" | 4-0        |
| Trofeo Ciudad de Santa Cruz de Tenerife | IX      | 1987 | CD Tenerife               | Real Murcia               | Triangular |
| Trofeo Isla de Tenerife                 | XII     | 1989 | Montevideo Wanderers      | CD Tenerife               | 1-1 (p.)   |
| Trofeo Isla de Tenerife                 | XIII    | 1990 | CD Tenerife               | RCD Mallorca              | Triangular |
| Trofeo Isla de Tenerife                 | XIV     | 1991 | CD Tenerife               | Newell's Old Boys         | Triangular |
| Trofeo Isla de Tenerife                 | XV      | 1992 | Valencia CF               | CD Tenerife               | Triangular |
| Trofeo Isla de Tenerife                 | XVI     | 1993 | CA Boca Juniors           | FC Barcelona              | Triangular |
| Trofeo Isla de Tenerife                 | XVII    | 1994 | RC Deportivo de La Coruña | Ajax Ámsterdam            | Triangular |
| Trofeo Ciudad de Santa Cruz de Tenerife | XVIII   | 1994 | Real Madrid CF            | CD Tenerife               | 1-0        |
| Trofeo Ciudad de Santa Cruz de Tenerife | XIX     | 1995 | CD Tenerife               | Real Madrid CF            | 4-0        |
| Trofeo Isla de Tenerife                 | XX      | 1995 | CD Tenerife               | Real Betis                | Triangular |
| Trofeo Isla de Tenerife                 | XXI     | 1996 | CD Tenerife               | Real Zaragoza             | Triangular |
| Trofeo 75 Aniversario del CD Tenerife   | XXII    | 1997 | Atlético de Madrid        | CD Tenerife               | Triangular |
| Trofeo Isla de Tenerife                 | XXIII   | 1998 | CD Tenerife               | FC Porto                  | Triangular |
| Trofeo Isla de Tenerife                 | XXIV    | 1999 | CD Tenerife               | Real Oviedo               | 3-0        |
| Trofeo Ciudad de Santa Cruz de Tenerife | XXV     | 2008 | CD Tenerife               | Roda JC                   | 3-0        |
| Trofeo Ciudad de Santa Cruz de Tenerife | XXVI    | 2009 | CD Tenerife               | NEC Nijmegen              | 2-0        |
| Trofeo Ciudad de Santa Cruz de Tenerife | XXVII   | 2010 | CD Tenerife               | CD Marino                 | 4-0        |
| Trofeo Ciudad de Santa Cruz de Tenerife | XXVIII  | 2011 | CD Tenerife "B"           | CD Puerto Cruz            | Triangular |
| Trofeo Ciudad de Santa Cruz-Copa Emmasa | XXIX    | 2013 | CD Tenerife               | CA Osasuna                | 2-1        |
| Trofeo Ciudad de Santa Cruz-Copa Emmasa | XXX     | 2014 | Elche CF                  | CD Tenerife               | 2-0        |
| Trofeo Ciudad de Santa Cruz-Copa Emmasa | XXXI    | 2015 | Real Sporting de Gijón    | CD Tenerife               | 1-1 (p.)   |
| Trofeo Ciudad de Santa Cruz-Copa Emmasa | XXXII   | 2016 | CD Tenerife               | Getafe CF                 | 1-0        |

## Palmarés
| Equipo                    | Títulos | Subtítulos | Años campeón                                                                          |
| ------------------------- | ------- | ---------- | ------------------------------------------------------------------------------------- |
| CD Tenerife               | 14      | 10         | 1971, 1987, 1990, 1991, 1995, 1995-II, 1996, 1998, 1999, 2008, 2009, 2010, 2013, 2016 |
| Budapest Honvéd FC        | 2       | -          | 1972, 1975                                                                            |
| Real Madrid CF            | 1       | 1          | 1994                                                                                  |
| UD Salamanca              | 1       | -          | 1976                                                                                  |
| Hércules CF               | 1       | -          | 1977                                                                                  |
| Selección de Honduras     | 1       | -          | 1980                                                                                  |
| Montevideo Wanderers      | 1       | -          | 1989                                                                                  |
| Valencia CF               | 1       | -          | 1992                                                                                  |
| CA Boca Juniors           | 1       | -          | 1993                                                                                  |
| RC Deportivo de La Coruña | 1       | -          | 1994                                                                                  |
| Atlético de Madrid        | 1       | -          | 1997                                                                                  |
| CD Tenerife "B"           | 1       | -          | 2011                                                                                  |
| Elche CF                  | 1       | -          | 2014                                                                                  |
| Real Sporting de Gijón    | 1       | -          | 2015                                                                                  |